# うらび
うらび（男性）は、日本の原画家、イラストレーター。

## 作品リスト

### 原画

#### 2012年
- プリズマティックプリンセス☆ユニゾンスターズ
- 時計仕掛けのレイライン -黄昏時の境界線-

#### 2013年
- 時計仕掛けのレイライン -残影の夜が明ける時-
- 恋咲く都に愛の約束を

#### 2015年
- 時計仕掛けのレイライン -朝霧に散る花-

### 挿絵
- 我が家のダンジョン（電撃文庫、著：天羽伊吹清）
- あなたの街の都市伝鬼!（電撃文庫、著：聴猫芝居）全3巻
- 共鳴無敵の落ちこぼれ（講談社ラノベ文庫、著：赤福大和）
- 可愛い女子が勉強を教えてくれると思った俺がバカでした（一迅社文庫、著：熊谷雅人）